# Your Power
Your Power è un singolo della cantante statunitense Billie Eilish, pubblicato il 29 aprile 2021 come terzo estratto dal secondo album in studio Happier than Ever.

## Descrizione
Il brano è una ballata folk acustica ed è stato scritto dall'interprete stessa assieme al fratello Finneas, il quale si è occupato anche della produzione.

## Promozione
Il 28 aprile 2021 Eilish ha reso nota l'uscita del brano attraverso un'anteprima diffusa sulla rete sociale, nella quale è stato mostrato il trailer del video musicale.

## Video musicale
Il video musicale, girato a Simi Valley in California e diretto dalla cantante stessa, è stato reso disponibile su YouTube in concomitanza con il lancio del brano. In esso Eilish canta al di sopra di una collina mentre un anaconda la avvolge.

## Tracce
1. Your Power – 4:05

## Successo commerciale
Nella Billboard Hot 100 statunitense Your Power è entrato alla 10ª posizione, divenendo la quinta top ten della cantante in madrepatria. Durante la sua prima settimana ha ottenuto 22,2 milioni di stream, 4 200 download digitali e 9,6 milioni di ascolti tramite le stazioni radiofoniche.
Nella Official Singles Chart britannica il singolo ha debuttato in quinta posizione con 36 087 unità di vendita, divenendo la settima top ten britannica di Eilish. Nella Irish Singles Chart ha invece esordito alla 3ª posizione, segnando l'ottava top ten della cantante nel paese.
In Australia il singolo è divenuto l'undicesimo nella carriera dell'artista a stabilirsi nella top ten della classifica dei singoli, con un debutto alla 9ª posizione. Medesimo risultato è stato riscosso anche in Nuova Zelanda, dove Your Power ha fatto il suo ingresso in 5ª posizione nella relativa classifica.

## Classifiche

### Classifiche settimanali
| Classifica (2021) | Posizione massima |
| ----------------- | ----------------- |
| Australia         | 9                 |
| Austria           | 8                 |
| Belgio (Fiandre)  | 17                |
| Belgio (Vallonia) | 47                |
| Canada            | 6                 |
| Corea del Sud     | 149               |
| Croazia           | 56                |
| Danimarca         | 7                 |
| Finlandia         | 2                 |
| Francia           | 41                |
| Germania          | 17                |
| Grecia            | 10                |
| Irlanda           | 3                 |
| Islanda           | 16                |
| Italia            | 42                |
| Lituania          | 1                 |
| Malaysia          | 7                 |
| Norvegia          | 2                 |
| Nuova Zelanda     | 5                 |
| Paesi Bassi       | 9                 |
| Perù              | 110               |
| Portogallo        | 5                 |
| Regno Unito       | 5                 |
| Repubblica Ceca   | 7                 |
| Romania           | 73                |
| Singapore         | 7                 |
| Slovacchia        | 7                 |
| Spagna            | 47                |
| Stati Uniti       | 10                |
| Svezia            | 3                 |
| Svizzera          | 4                 |
| Ungheria          | 10                |

### Classifiche di fine anno
| Classifica (2021) | Posizione |
| ----------------- | --------- |
| Portogallo        | 195       |

## Date di pubblicazione
| Paese                 | Data           | Formato                      | Etichetta            | Nota          |
| --------------------- | -------------- | ---------------------------- | -------------------- | ------------- |
| Mondo                 | 29 aprile 2021 | Download digitale, streaming | Darkroom, Interscope | [ 38 ] [ 39 ] |
| Italia                | 30 aprile 2021 | Airplay                      | Universal            | [ 40 ]        |
| Regno Unito           | 30 aprile 2021 | Airplay                      | Darkroom, Interscope | [ 41 ]        |
| Stati Uniti d'America | 4 maggio 2021  | Airplay                      | Darkroom, Interscope | [ 42 ] [ 43 ] |